# رحلة فيدرو 933
رحلة فيدرو 933، والمعروفة أيضًا باسم حادثة ميهامن، وهي حادثة تحطم طائرة دي هافيلاند دي إتش سي 6 توين أوتر، التي تديرها شركة الطيران النرويجية فيدرو. تحطمت الطائرة توين أوتر في بحر بارنتس قبالة غامفيك في النرويج في 11 مارس من عام 1982 في تمام الساعة 13:27، ما أسفر عن مقتل جميع الأشخاص الخمسة عشر الذين كانوا على متنها. وكانت نتائج التحقيقات الرسمية الأربع هي أن الحادث نتج عن فشل هيكلي في المثبت الرأسي نتيجة مطب هوائي. تسبب خلل ميكانيكي في نظام تحكم الرافع في فقدان الطيارين السيطرة على مسار الطائرة؛ فإما أن سلسلة من التوقفات المفاجئة لمحركات الطائرة وإما عاصفة رياح عالية السرعة تسببت في انخفاض ارتفاع الطائرة دون قدرة الطاقم على التصدي لها، ما أدى إلى فشل في هيكل المثبت الرأسي.
وقع الحادث أثناء مناورة عسكرية لحلف شمال الأطلسي، داخل منطقة حظر جوي معلنة ذاتيًا لطائرات عسكرية متحالفة. نُفذت عملية بحث وإنقاذ واسعة النطاق وعُثر على الحطام المغمور في 13 مارس. استُرجع هيكل الطائرة المتحطم وجميع جثث المتوفين باستثناء جثة واحدة. تم التحقيق الرسمي في 20 يوليو من عام 1984.
ظهرت نظرية المؤامرة في وقت لاحق بعد انتهاء التحقيق في الحادث، مدعية أن الحادث نتج عن تصادم جوي مع طائرة هارير جامب جيت من سلاح الجو الملكي البريطاني. وتستند النظرية إلى التقارير التي ظهرت بعد سنوات أو عقود من الحادث. أسفرت المطالبات وتجديد الاهتمام الصحفي عن ثلاثة تحقيقات إضافية، قُررت في الأعوام 1987 و1997 و2002. وقد توصلت جميع التحقيقات الأربع إلى نفس الاستنتاجات العامة ونفَت حدوث التصادم.

## الرحلة
كانت رحلة فيدرو 933، خدمة مجدولة من مطار كيركينس، هيبوكتمون إلى مطار ألتا، مع توقفات في محطات متوسطة في مطار فادزا ومطار بيرليفيغ ومطار ميهام ومطار هونينسفادج في فالان. كان الطيار يبلغ من العمر 38 عامًا بينما بلغ الضابط الأول 26 عامًا. بلغ عدد ركاب الطائرة ثلاثة عشر راكبًا، بما في ذلك طفلان، عند مغادرة مطار بيرليفيغ. كان الطقس صافياً، يتخلله هبوب رياح قوية من الجنوب. اختار الطيار استخدام قواعد الطيران المرئي (في إف آر) بدلًا من الآلي. شهدت الطائرات الأخرى التي مرت عبر منطقة الحادث بعد رحلة فيدرو 933 مطبًا هوائيًا قويًا بين ارتفاعي 1000 قدم (300 متر) و1500 قدم (460 مترًا).
في 11 مارس من عام 1982، غادر توين أوتر مطار بيرليفيغ في تمام الساعة 13:19 - إحدى عشرة دقيقة أبكر من موعد الرحلة، ما تسبب في تفويت مسافر واحد للرحلة. أبلغ الضابط الأول خدمة معلومات طيران مطار ميهامن (إيه إف آي إس) في الساعة 13:22 أن الطائرة كانت على ارتفاع 2000 قدم (610 مترًا) فوق تانافجورد وأن الزمن المُقدر لوصولها (إي تي إيه) هو 13:33. انتهى الاتصال اللاسلكي في تمام الساعة 13:22:53. رُوقب مسار الرحلة من قبل ضابط في مركز المراقبة والإبلاغ في سلاح الجو الملكي النرويجي (آر إن أو إيه إف) في مطار هونينسفادج بين 13:23:20 و13:25:25، وبعد ذلك لم تعد الطائرة ظاهرة على الرادار. وافترض الضابط في مركز سلاح الجو الملكي النرويجي أن الطائرة سقطت تحت أفق الرادار البالغ ارتفاعه 1200 قدم (366 مترًا).